# Mitch McConnell
Mitch McConnell (Sheffield, 1942. február 20. –) az Amerikai Egyesült Államok szenátora (Kentucky, 1985–). A Republikánus Párt tagja, 2007 és 2024 novembere között a párt szenátusi frakcióvezetője.